# Mithril
Mithril (sind. szary blask) – substancja ze stworzonej przez J.R.R. Tolkiena mitologii Śródziemia.

## Geneza
Był to lekki metal, wytrzymalszy od stali, wydobywany przez krasnoludów w kopalniach Khazad-dûm. Był piękniejszy od srebra (miał jego kolor, lecz nie matowiał) i przez to nazywany „prawdziwym srebrem”.
Wykorzystywany był m.in. do tworzenia bardzo lekkiego i wytrzymałego uzbrojenia i ithildinu. Pod koniec Trzeciej Ery, kiedy rozgrywa się akcja Władcy Pierścieni, mithril był już bardzo rzadko spotykany, a przez to bardzo cenny.
Kolczugę z tego metalu miał Bilbo Baggins. Później podarował ją swemu krewniakowi – Frodowi. Według Gandalfa ta kolczuga była warta więcej niż całe Shire. Właśnie ona kilkakrotnie uratowała Frodowi życie.
Z mithrilu były wykonane także hełmy straży Cytadeli z Minas Tirith oraz brama, wykonana na miejsce starej, zniszczonej przez Czarnoksiężnika podczas oblężenia Gondoru.

### Ithildin
Ithildin (sin. gwiazda-księżyc) był wytwarzany z mithrilu przez osiadłych w Eregionie Ñoldorów, którzy stosowali tę substancję przy tworzeniu bram i drzwi. Dostrzec go można było wyłącznie w świetle gwiazd lub księżyca po dotknięciu powierzchni, w którą został wprawiony.
Mithril pokrywał zachodnie drzwi Morii, przez które weszła Drużyna Pierścienia do Morii, zimą 3019 roku Trzeciej Ery.
Mithril występuje często w systemach gier fabularnych oraz grach komputerowych o tematyce fantasy.